# Francheville (métropole de Lyon)
Pour les articles homonymes, voir Francheville.
Francheville est une commune française de la métropole de Lyon en région Auvergne-Rhône-Alpes.

## Géographie

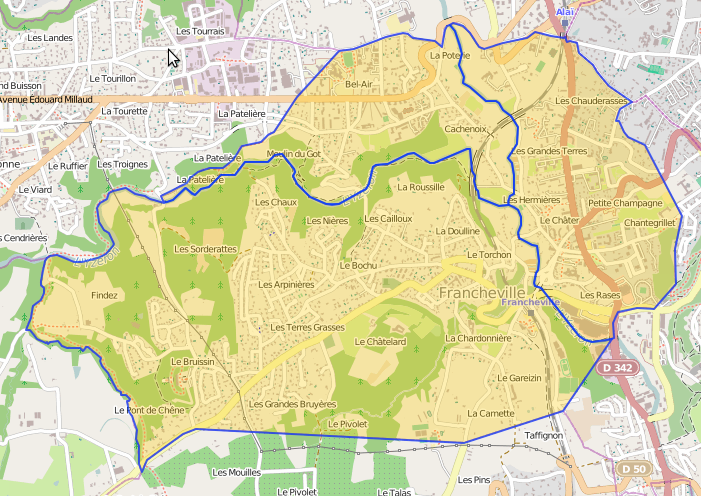
Les trois quartiers de Francheville : Francheville-le-Haut (au Sud), Francheville-le-Bas (à l'Est) et Bel Air (Au Nord).

Francheville est une commune de 817 hectares (dont 450 hectares en zone naturelle), son point culminant est le Fort du Bruissin (Francheville Le Haut) à 308 mètres ; son point le plus bas est au quartier du Châter (Francheville le bas) à 215 mètres.
Le relief particulier ainsi que l’histoire expliquent que la commune soit partagée en trois quartiers (le Bourg ou Francheville-le-Haut, le Châter ou Francheville-le-Bas et Bel Air), géographiquement très distincts.
Le quartier du Châter, à l'entrée du quartier de Francheville le Bas, doit son nom au château dont il subsiste des ruines qui surplombent la vallée de l'Yzeron. Un affleurement rocheux supporte ces ruines féodales ainsi qu'un pont qui enjambe la Vallée de l'Yzeron environ 45 mètres plus bas. Des maisons aux jardins étagés descendent jusqu'au ruisseau. Des éboulements et des coulées de terre s'étant produits à plusieurs reprises, la base abrupte du Rocher qui longe la voie de circulation D75 a fait l'objet de travaux de consolidation. C'est un goulot d'étranglement pour la circulation automobile actuelle.

### Géologie
Ce sont les mouvements de glissement des glaciers qui ont, au Quaternaire, structuré la région. On trouve des affleurements rocheux, des moraines glaciaires, des strates sédimentaires, des plaines alluviales, avec l'apparition des vallées et des cours d'eau dont le ruisseau Yzeron, le plus long des ruisseaux de l'Ouest Lyonnais avec ses 25,1 km.
Les sables de l'Yzeron à l'époque romaine, ont été utilisés pour le mortier de construction des théâtres antiques de Lyon et de sa région.
Les ammonites ont disparu en même temps que les dinosaures en même temps que la "crise Crétacé - Tertiaire", et l'on en trouve un peu partout en France. Elles ont souvent été incluses dans des ouvrages d'art : un petit pont sur l'Yzeron, et sur la maison Jacques Faure à Francheville le Bas.

### Communes limitrophes

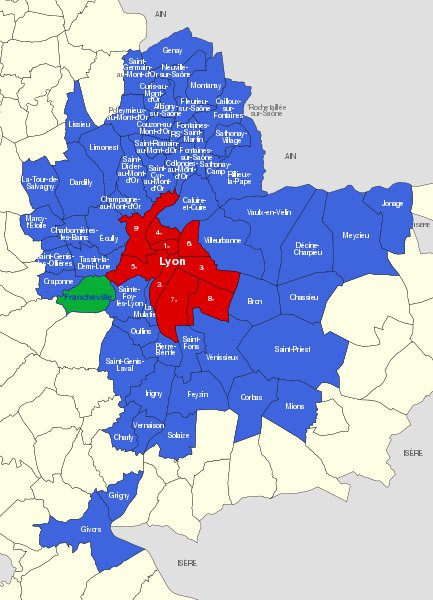
Francheville
Lyon
Grand Lyon
Autres communes du Rhône

Francheville est une commune située à l'ouest de l'agglomération lyonnaise.

### Climat
Pour des articles plus généraux, voir Climat d'Auvergne-Rhône-Alpes et Climat du Rhône.
En 2010, le climat de la commune est de type climat océanique dégradé des plaines du Centre et du Nord, selon une étude du Centre national de la recherche scientifique s'appuyant sur une série de données couvrant la période 1971-2000. En 2020, Météo-France publie une typologie des climats de la France métropolitaine dans laquelle la commune est exposée à un climat de montagne ou de marges de montagne et est dans la région climatique  Nord-est du Massif Central, caractérisée par une pluviométrie annuelle de 800 à 1 200 mm, bien répartie dans l’année. 
Pour la période 1971-2000, la température annuelle moyenne est de 11,7 °C, avec une amplitude thermique annuelle de 17,7 °C. Le cumul annuel moyen de précipitations est de 758 mm, avec 8,9 jours de précipitations en janvier et 6,2 jours en juillet. Pour la période 1991-2020, la température moyenne annuelle observée sur la station météorologique de Météo-France la plus proche, « Saint-Genis-Laval », sur la commune de Saint-Genis-Laval à 5 km à vol d'oiseau, est de 12,8 °C et le cumul annuel moyen de précipitations est de 782,6 mm,. Pour l'avenir, les paramètres climatiques de la commune estimés pour 2050 selon différents scénarios d'émission de gaz à effet de serre sont consultables sur un site dédié publié par Météo-France en novembre 2022.
| Mois                                  | jan.             | fév.             | mars           | avril           | mai             | juin           | jui.           | août           | sep.            | oct.            | nov.            | déc.             | année      |
| ------------------------------------- | ---------------- | ---------------- | -------------- | --------------- | --------------- | -------------- | -------------- | -------------- | --------------- | --------------- | --------------- | ---------------- | ---------- |
| Température minimale moyenne (°C)     | 1                | 1,3              | 4,2            | 6,9             | 10,7            | 14,3           | 16,3           | 16             | 12,4            | 9,2             | 4,6             | 1,7              | 8,2        |
| Température moyenne (°C)              | 3,9              | 5                | 9              | 12,2            | 16              | 20             | 22,3           | 22             | 17,7            | 13,3            | 7,8             | 4,5              | 12,8       |
| Température maximale moyenne (°C)     | 6,9              | 8,7              | 13,7           | 17,4            | 21,4            | 25,7           | 28,2           | 28,1           | 22,9            | 17,3            | 10,9            | 7,3              | 17,4       |
| Record de froid (°C) date du record   | −19,3 17.01.1893 | −18,4 04.02.1917 | −10,6 01.03.05 | −3,8 08.04.03   | −0,3 04.05.1941 | 0,2 10.06.1967 | 5,8 08.07.1954 | 6,5 31.08.1940 | 0 04.09.1917    | −4,7 27.10.1887 | −9,5 28.11.1915 | −17,3 22.12.1938 | −19,3 1893 |
| Record de chaleur (°C) date du record | 19,4 30.01.13    | 22,5 15.02.1958  | 25,7 31.03.21  | 29,7 19.04.1949 | 34,7 24.05.09   | 38,7 22.06.03  | 40,2 31.07.20  | 41,5 13.08.03  | 36,7 05.09.1949 | 29,7 02.10.23   | 22,8 07.11.1955 | 19,2 03.12.1961  | 41,5 2003  |
| Précipitations (mm)                   | 48,1             | 36,7             | 46,5           | 67,7            | 75              | 67,5           | 64,8           | 63,2           | 79,8            | 94,5            | 90,1            | 48,7             | 782,6      |

## Urbanisme

### Typologie
Au 1er janvier 2024, Francheville est catégorisée grand centre urbain, selon la nouvelle grille communale de densité à sept niveaux définie par l'Insee en 2022.
Elle appartient à l'unité urbaine de Lyon, une agglomération inter-départementale regroupant 123  communes, dont elle est une commune de la banlieue,,. Par ailleurs la commune fait partie de l'aire d'attraction de Lyon, dont elle est une commune du pôle principal,. Cette aire, qui regroupe 397 communes, est catégorisée dans les aires de 700 000 habitants ou plus (hors Paris),.

### Occupation des sols
L'occupation des sols de la commune, telle qu'elle ressort de la base de données européenne d’occupation biophysique des sols Corine Land Cover (CLC), est marquée par l'importance des territoires artificialisés (64,8 % en 2018), en augmentation par rapport à 1990 (56,2 %). La répartition détaillée en 2018 est la suivante : 
zones urbanisées (58,8 %), forêts (24,9 %), zones agricoles hétérogènes (9,9 %), zones industrielles ou commerciales et réseaux de communication (4,1 %), espaces verts artificialisés, non agricoles (1,9 %), cultures permanentes (0,5 %). L'évolution de l’occupation des sols de la commune et de ses infrastructures peut être observée sur les différentes représentations cartographiques du territoire : la carte de Cassini (XVIIIe siècle), la carte d'état-major (1820-1866) et les cartes ou photos aériennes de l'IGN pour la période actuelle (1950 à aujourd'hui).

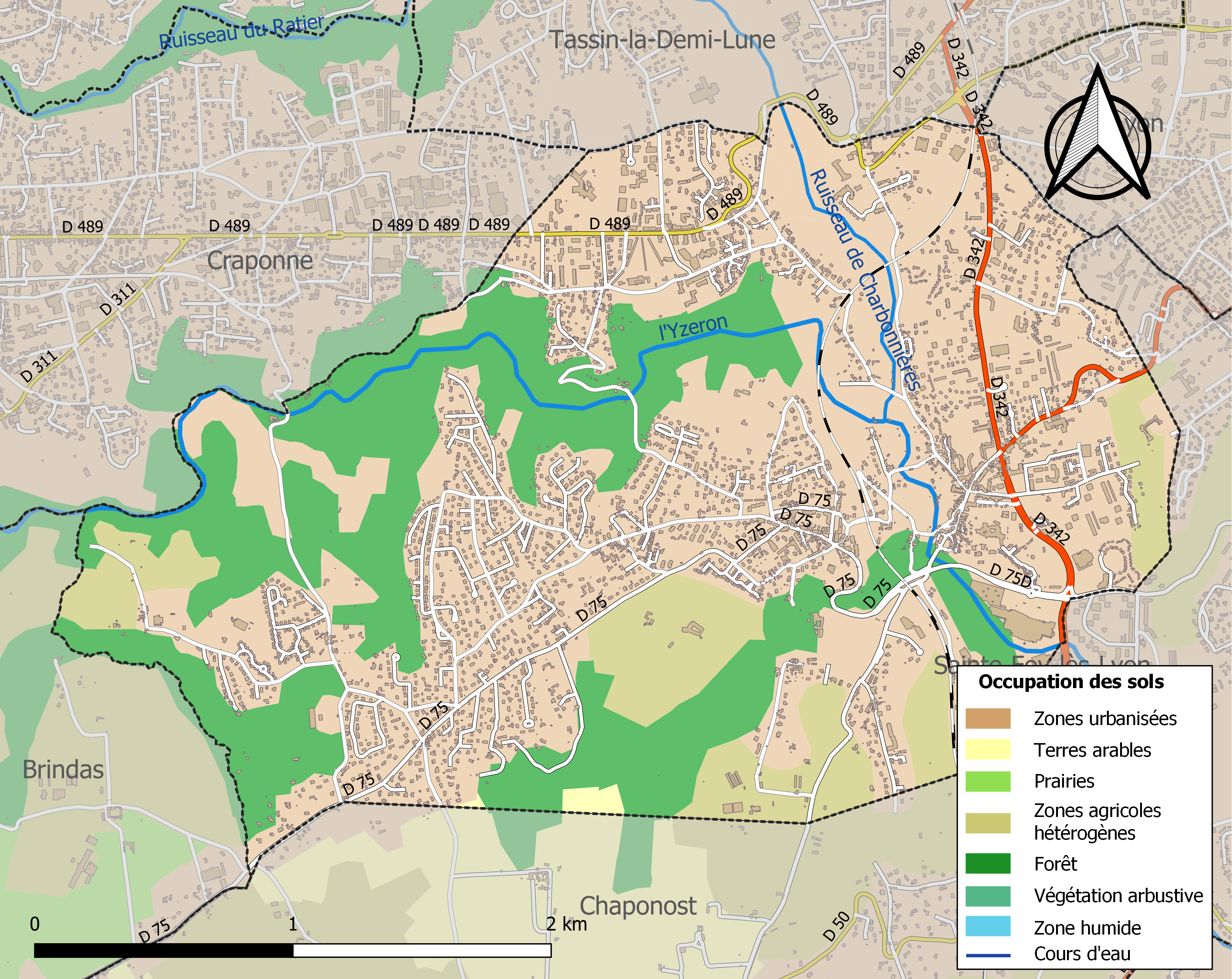
Carte des infrastructures et de l'occupation des sols de la commune en 2018 (CLC).

## Toponymie
Francheville se nomme Franchevéla en arpitan.

## Histoire
Francheville est historiquement la première banlieue de Lyon[pas clair]. Avec la civilisation romaine, « franca villa », prend une importance toute particulière. En effet, les voies romaines, en partance de Lugdunum, remplacent les pistes des marchands. À Francheville, il s'agit de la voie d'Aquitaine qui traverse le massif central pour rejoindre la côte Atlantique. De l'époque romaine, il nous est parvenue une épitaphe funéraire d'un certain Pascasius, décédé le 24 Octobre 540.
Au cours de la Révolution française, la commune porte provisoirement le nom de Franche-Commune.
Le Grand Lyon disparait le 1er janvier 2015, et laisse place à la collectivité territoriale de la métropole de Lyon. La commune quitte ainsi le département du Rhône.

## Héraldique
| Blason de Francheville | Blason  | De gueules à la tour d'or avec son avant-mur dextre ruiné, le tout maçonné de sable, ouvert et ajouré du champ, posé sur un rocher d'argent mouvant de la pointe; au chef cousu d'azur chargé de trois amphores d'or. |
| Blason de Francheville | Détails | Le statut officiel du blason reste à déterminer. |

## Politique et administration

### Liste des maires
| Période                                  | Période      | Identité                       | Étiquette | Qualité                                                                                      |
| ---------------------------------------- | ------------ | ------------------------------ | --------- | -------------------------------------------------------------------------------------------- |
| Les données manquantes sont à compléter. |              |                                |           |                                                                                              |
| 1793                                     | 1794         | Louis Decourt                  |           |                                                                                              |
| 1795                                     | 1796         | Mathieu Arnaud-Tison           |           |                                                                                              |
| 1797                                     | 1797         | M. Rolachon                    |           |                                                                                              |
| 1797                                     | 1808         | M. Arnaud-Tison                |           |                                                                                              |
| 1808                                     | 1829         | François-Xavier Marie de Ruolz |           |                                                                                              |
| 1829                                     | 1840         | Jean-Marie Bouchard-Jambon     |           | Officier de santé                                                                            |
| 1840                                     | 1842         | Louis Paul Paullian            | Centre    | Avocat, rentier Député du Rhône (1848 → 1849)                                                |
| 1842                                     | 1843         | Benoît Charavay                |           |                                                                                              |
| 1843                                     | 1855         | M. Dervieu                     |           |                                                                                              |
| 1855                                     | 1857         | M. Bouchard                    |           |                                                                                              |
| 1857                                     | 1859         | M. Bonnard                     |           |                                                                                              |
| 1859                                     | 1871         | M. Charavay                    |           |                                                                                              |
| 1871                                     | 1878         | Théodore Côte                  |           | Propriétaire                                                                                 |
| 1878                                     | 1881         | Guillaume Vautherin            |           |                                                                                              |
| 1881                                     | 1892         | Pétrus Frappa                  |           |                                                                                              |
| 1892                                     | 1909         | Ernest Reyre                   | DVD       | Propriétaire                                                                                 |
| 1909                                     | 1912         | Claude Jaricot                 |           |                                                                                              |
| 1912                                     | 1919         | Pétrus Bernard                 |           | Notaire                                                                                      |
| 1919                                     | 1925         | M. Lapine                      |           |                                                                                              |
| 1925                                     | 1927         | M. Ferlay                      |           |                                                                                              |
| 1927                                     | 1929         | M. Carteron                    |           |                                                                                              |
| 1929                                     | 1952         | Auguste Carrel-Billard         |           |                                                                                              |
| 1952                                     | mars 1965    | Gabriel Richard                |           | Médecin                                                                                      |
| mars 1965                                | mars 1977    | Claude Vacheron                | DVD       | Médecin                                                                                      |
| mars 1977                                | mars 1989    | Jean-Charles Mallen            | DVD       |                                                                                              |
| mars 1989                                | mars 2014    | René Lambert                   | PS        | Avocat                                                                                       |
| mars 2014                                | octobre 2024 | Michel Rantonnet               | UMP-LR    | Cadre bancaire retraité Conseiller de la Métropole de Lyon A démissionné le 3 octobre 2024 , |
| février 2025                             | En cours     | Claire Pouzin,                 | LR        | Adjointe au maire (2020 → 2025) Élue à la suite d'une élection municipale partielle          |

## Population et société

### Démographie
L'évolution du nombre d'habitants est connue à travers les recensements de la population effectués dans la commune depuis 1793. Pour les communes de plus de 10 000 habitants les recensements ont lieu chaque année à la suite d'une enquête par sondage auprès d'un échantillon d'adresses représentant 8 % de leurs logements, contrairement aux autres communes qui ont un recensement réel tous les cinq ans,.

En 2022, la commune comptait 15 664 habitants, en évolution de +9,71 % par rapport à 2016 (Rhône : +3,93 %, France hors Mayotte : +2,11 %).
| 1793 | 1800 | 1806 | 1821 | 1831  | 1836  | 1841  | 1846  | 1851  |
| ---- | ---- | ---- | ---- | ----- | ----- | ----- | ----- | ----- |
| 786  | 626  | 776  | 977  | 1 103 | 1 237 | 1 385 | 1 551 | 1 528 |

| 1856  | 1861  | 1866  | 1872  | 1876  | 1881  | 1886  | 1891  | 1896  |
| ----- | ----- | ----- | ----- | ----- | ----- | ----- | ----- | ----- |
| 1 697 | 1 843 | 1 707 | 1 858 | 1 874 | 2 005 | 2 143 | 2 092 | 1 912 |

| 1901  | 1906  | 1911  | 1921  | 1926  | 1931  | 1936  | 1946  | 1954  |
| ----- | ----- | ----- | ----- | ----- | ----- | ----- | ----- | ----- |
| 2 018 | 2 003 | 1 918 | 1 944 | 2 237 | 2 805 | 2 659 | 3 077 | 3 527 |

| 1962  | 1968  | 1975  | 1982  | 1990   | 1999   | 2006   | 2011   | 2016   |
| ----- | ----- | ----- | ----- | ------ | ------ | ------ | ------ | ------ |
| 4 064 | 4 932 | 8 099 | 9 500 | 10 863 | 11 324 | 11 667 | 12 980 | 14 278 |

| 2021   | 2022   | - | - | - | - | - | - | - |
| ------ | ------ | - | - | - | - | - | - | - |
| 15 204 | 15 664 | - | - | - | - | - | - | - |

## Économie

### Revenus de la population et fiscalité
En 2010, le revenu fiscal médian par ménage était de 39 516 € ce qui plaçait Francheville au 2 739e rang parmi les 31 525 communes de plus de 39 ménages en métropole.

### Emploi
Le taux de chômage, en 2013, pour la commune s'élève à 8,7 %, un chiffre nettement inférieur à la moyenne nationale (10,2 %).

## Culture locale et patrimoine

### Lieux et monuments

#### Vieux Château
En 1193, l'archevêque Renaud de Forez fait construire un château fort sur le rocher qui surplombe la vallée de l'Yzeron afin de protéger son territoire contre les invasions. Il faisait partie d'un ensemble de plusieurs forteresses construites par l'archevêque.
Au sortir de la guerre de Cent Ans, l'Église n'a plus les moyens d'entretenir ses biens. Malgré la reprise économique (deuxième moitié du XVe siècle) et la remise en culture des terres en friche, certaines forteresses sont restaurées, d'autres rasées ou abandonnées, devenues inhabitables ou indéfendables, comme le château de Francheville.
Au cours du XVIe siècle, la forteresse est progressivement abandonnée. Les progrès de la science de la guerre sont venus à bout des citadelles imprenables. On est passé de la catapulte romaine, ou baliste, au trébuchet à balancier, de plus en plus offensif et perfectionné, des pierres aux boulets de fer et à la poudre provoquant de plus en plus de dégâts. L'agonie des châteaux a duré plus d'un siècle en fonction de l'évolution de l'armement. Finalement, la destruction du château est ordonnée par le Cardinal de Richelieu dans le deuxième quart du XVIIe siècle, dont on dit qu'il le jugeait menaçant pour Lyon et le pouvoir royal.
En 1712 et 1715, le mur d'enceinte s'écroule en partie, à deux reprises, sans faire de victimes. Les pierres du château sont prélevées pour le réparer. Cependant, un jugement interdit désormais de prélever les pierres sous peine d'amende. Le processus de dégradation se poursuit et reste une menace pour les riverains.

En 1886, celui qu'on appelle désormais le Vieux Château, est amputé de son tiers nord-ouest, pour la création d'une voie d'accès entre les deux quartiers, Francheville-le Haut et Francheville-le Bas. On construit un nouveau pont sur l'Yzeron, devenu Pont-Neuf, de nos jours,.

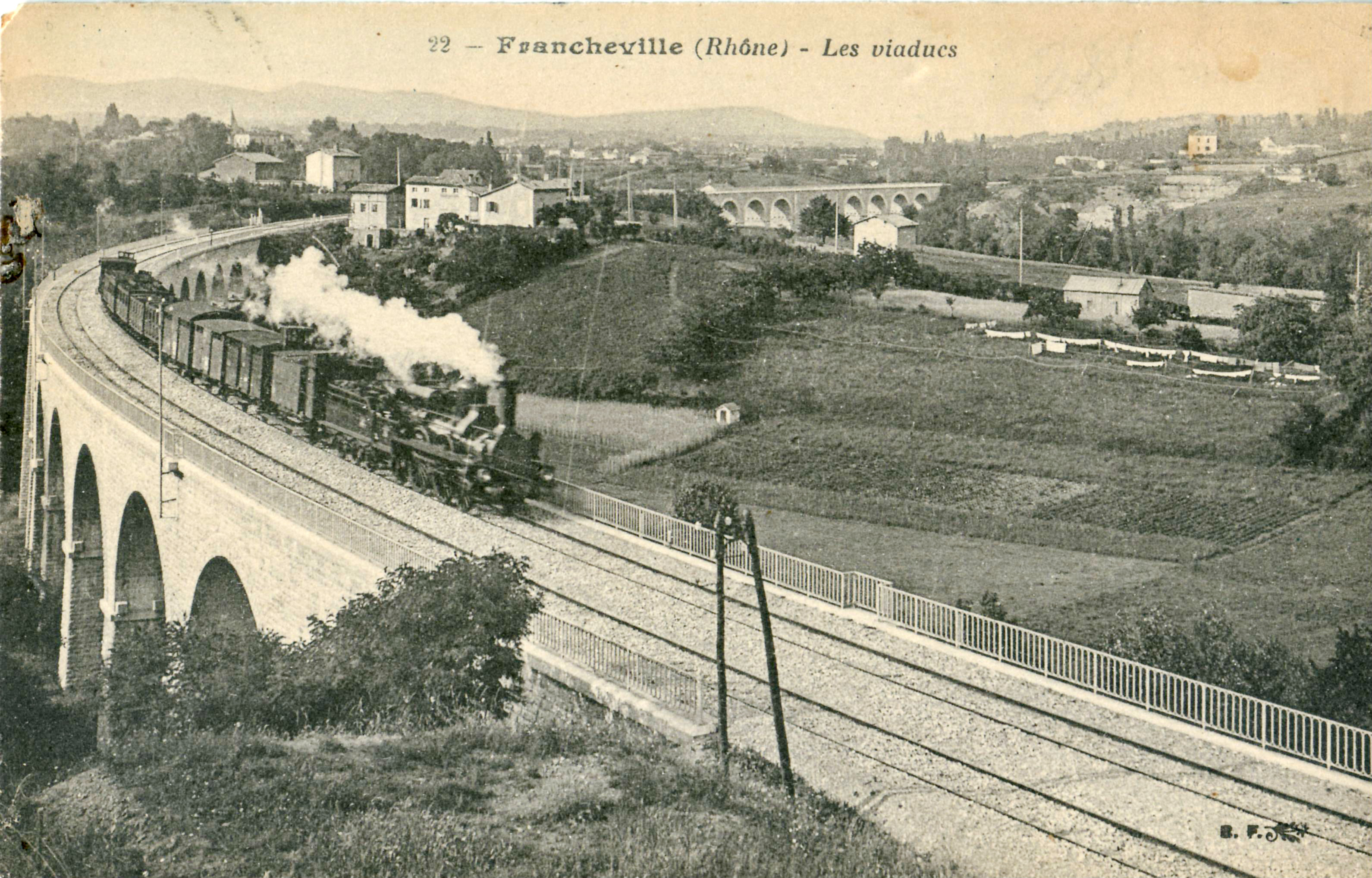
Le relief de la région nécessita la construction des viaducs de Francheville pour permettre la réalisation de la ligne du Bourbonnais.

Le sujet des ruines ressort dans les années 1960. En 1966, le projet est l'arasement complet du rocher, donc la destruction des ruines médiévales qu'il supporte. Les ruines du château sont inscrites au titre des Monuments historiques le 12 juillet 1982 (référence PA 69000763).
En 2001 et 2002, sont pris deux arrêtés municipaux de péril, et des travaux de consolidation sont entrepris en 2003. Aujourd'hui, le château appartient à la commune de Francheville, les héritiers des derniers propriétaires Marjollet ayant finalement cédé ces ruines médiévales pour un euro symbolique.

En empruntant le chemin de ronde, on peut voir aujourd'hui la seule fenêtre restante, une ouverture rectangulaire inscrite dans la muraille haute encadrée de pan coupé ou chanfrein en pierre de taille, un calcaire blanc fin. Les maisons environnantes s'appuient encore sur le rocher, pressées les unes sur les autres avec des terrasses et des jardins clos. Les ruines sont interdites au public.

#### Fort du Bruissin
Fort militaire construit de 1878 à 1881. Il est l'un des maillons de la deuxième ceinture de Lyon et plus globalement du système Séré de Rivières. Racheté par la commune de Francheville en 1979, le bâtiment est transformé en "Cité des Artistes" en 1989, dans laquelle des artistes utilisent les salles du fort comme atelier. Il a été ensuite réhabilité pour devenir un centre d'art contemporain

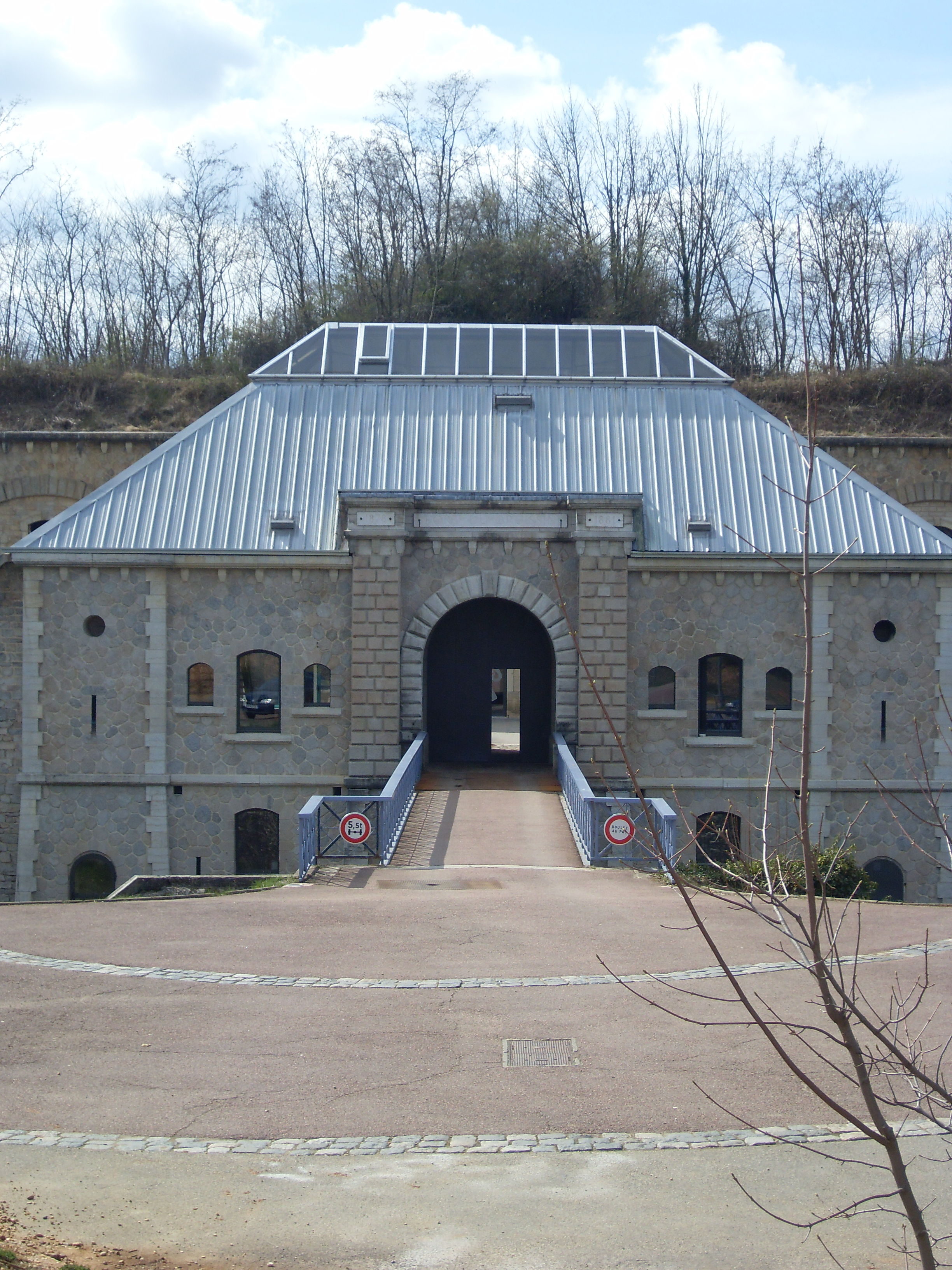
Le fort du Bruissin.
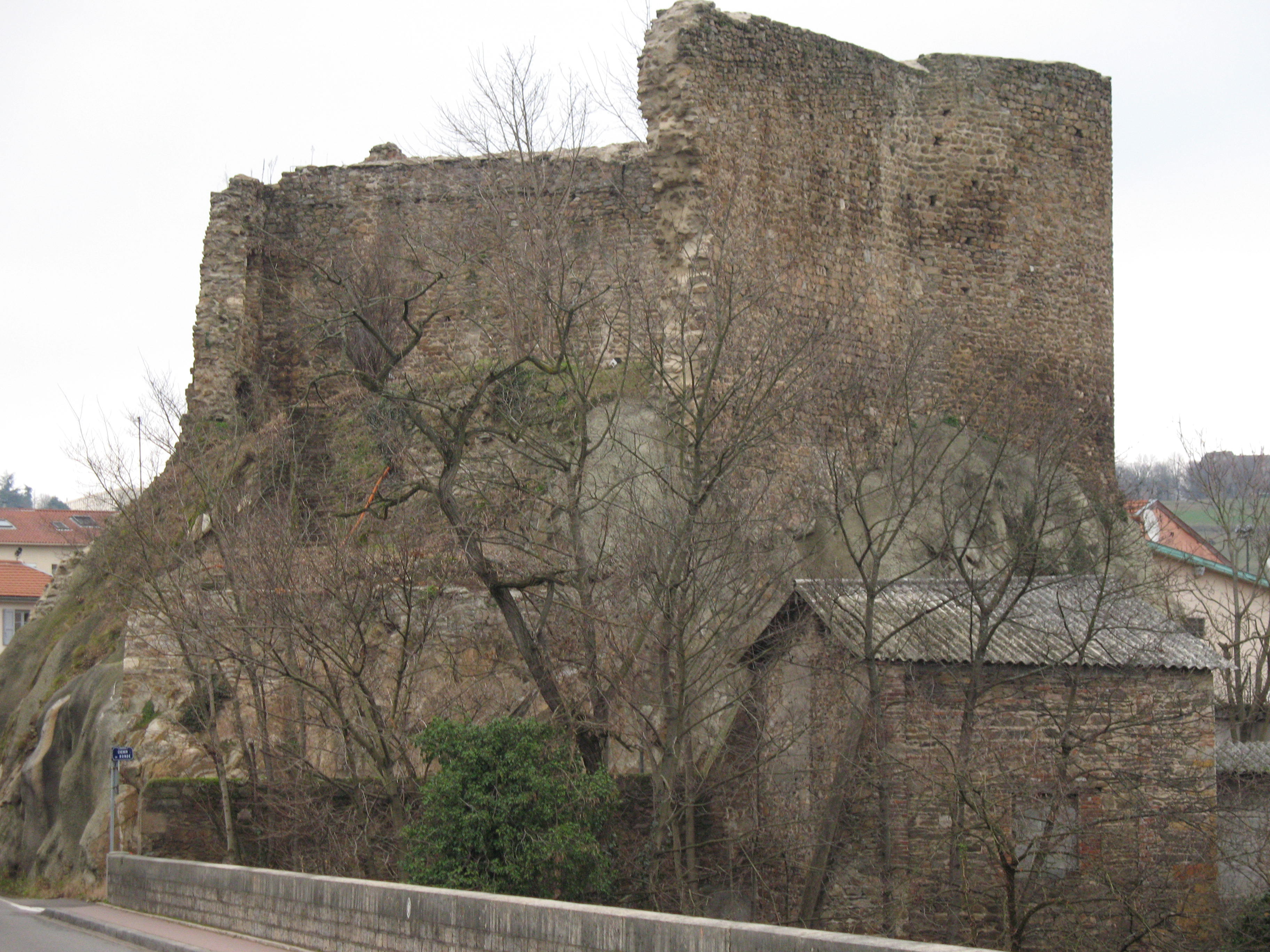
Le château de Francheville.
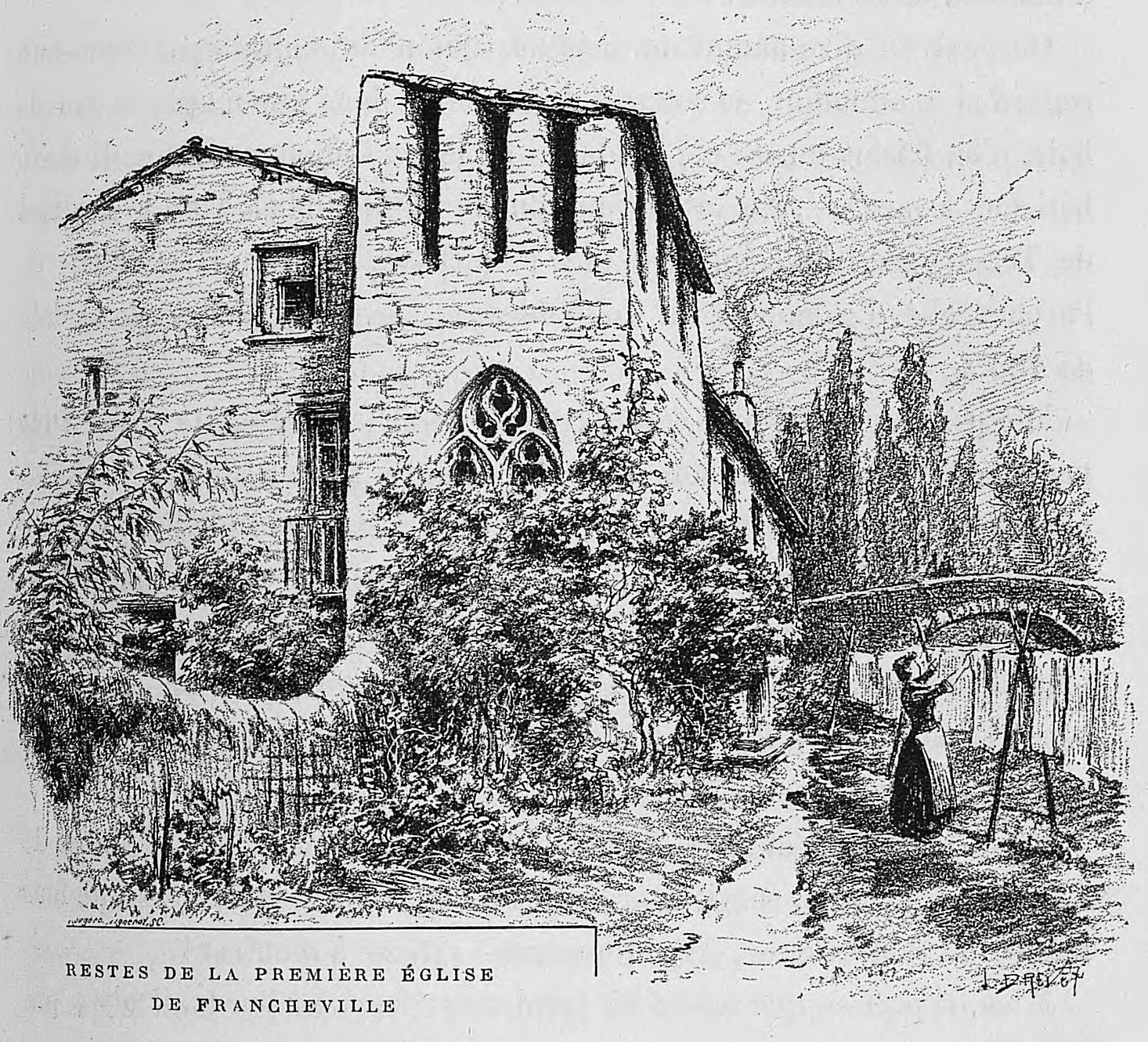
Restes de la première église au XIXe et XXe siècles, dessiné par Joannès Drevet (1854–1940).
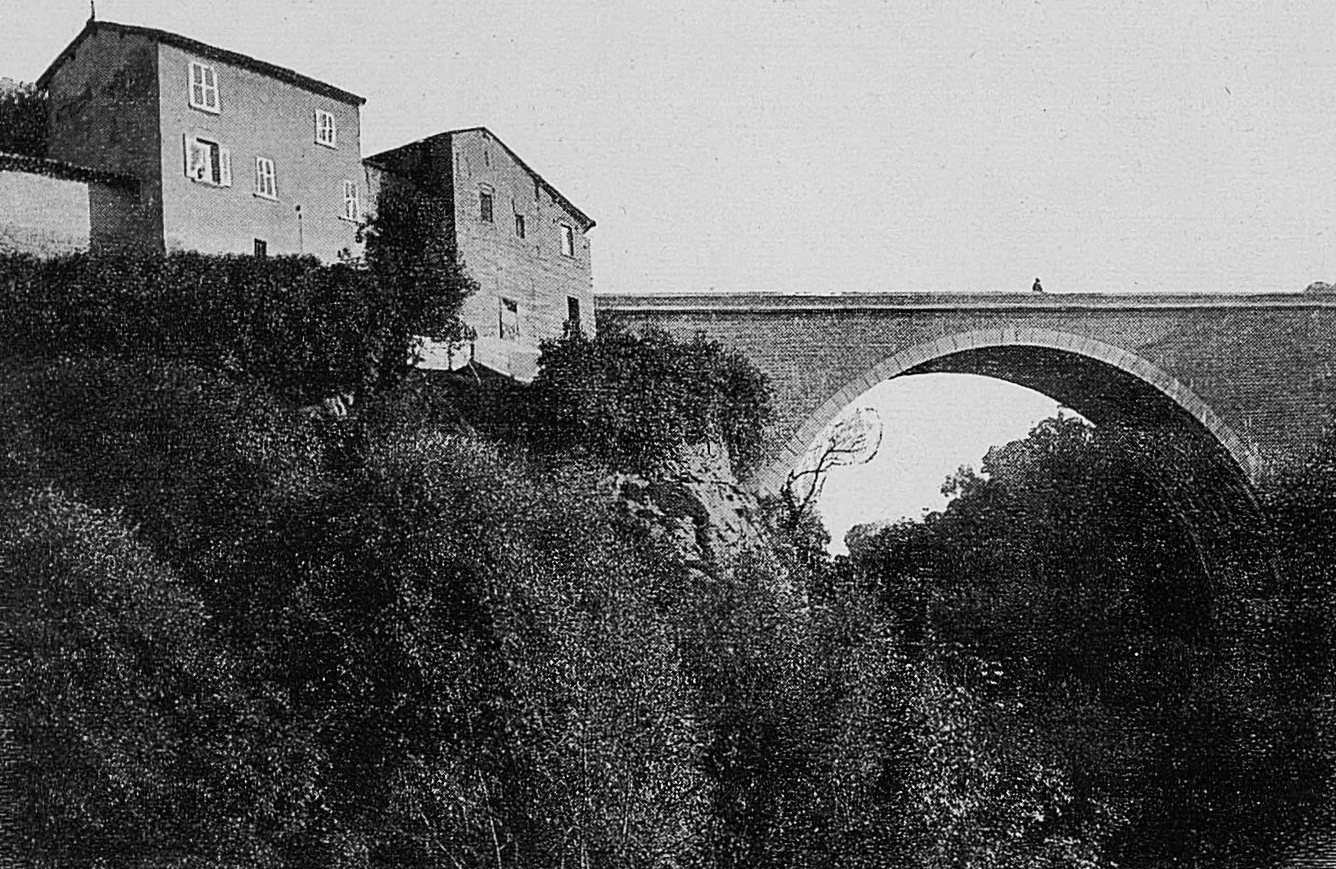
Le nouveau pont entre 1901 et 1902.
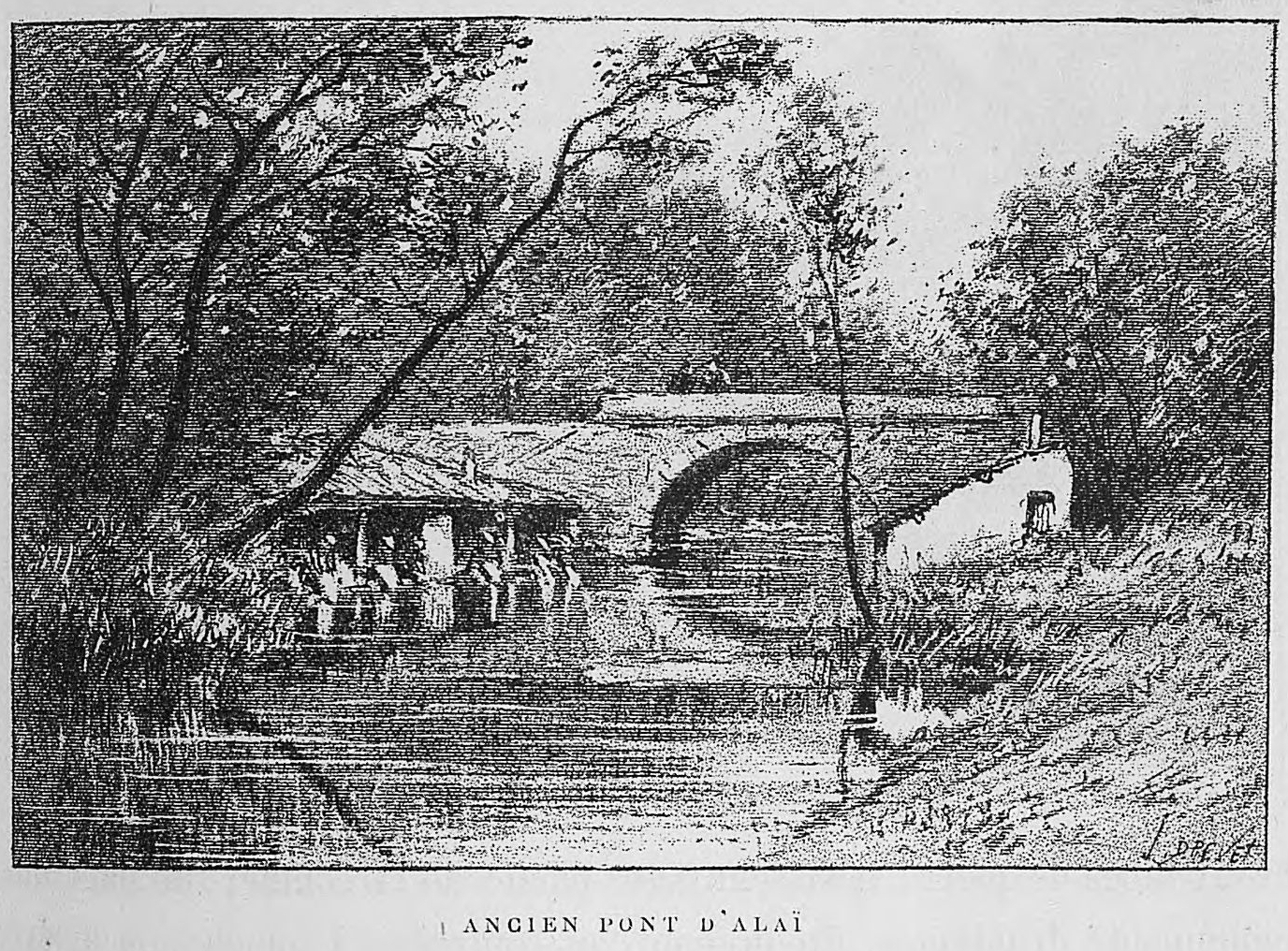
Ancien pont d'Alaï, illustrés par J. Drevet.

### Espaces verts et fleurissement
En 2015, la commune obtient le niveau « deux fleurs » au concours des villes et villages fleuris.

### Personnalités liées à la commune
- Immudelki (ou Immu) créateur de l'I.F.S.C.L. (Interfaces Fictionnelles Simulées de Code Lyoko) développe son jeu à Francheville.
- Jean-Paul Muel, acteur français, né à Francheville.

### Culture
Francheville est particulièrement connue pour le Fort du Bruissin, ancien fort militaire reconverti en cité artistique, et le festival Fort en Jazz qui se déroula de 1990 à 2014. Son arrêt fut décidé par le conseil municipal élu lors des élections municipales de 2014. L'association "Ca jazze fort à Francheville" est créée en 2015 en réaction à l'arrêt du festival. Son objet est la promotion du jazz à Francheville auprès du grand public et du jeune public. Elle organise son premier concert en mai 2015 et propose depuis plusieurs concerts par an
On y trouve également de nombreuses associations culturelles (environ 120) :
Théâtre
- Pièces en stock (improvisation)
- La Traboule (troupe)
- La Ruée vers l'art (atelier pour enfants et ados)
- Just'In (troupe / ateliers théâtre adulte / stages adultes)
- Scène Franche (troupe)
- Théâtr'Art (jeu théâtral et masqué, création de masques)
- Théâtre de Bulle (théâtre masqué, burlesque et musical…)

Musique, chant et créations artistiques
- École de musique de Francheville
- La Cantoria
- Association Expression Vocale de Francheville
- Chorale Bel-Air (AEVF)
- Big Band de Francheville
- Chorale Éclats de Voix[44]
- Ensemble Vocal Cantabile
- Musika Franche
- Pro lyrica
- In Voce Veritas

Danse
- C.L.L.E.F.
- Emmanueli'Dance
- Centre social Michel Pache
- Association des familles

Arts plastiques
- Vivre à Bel-Air
- Atelier et rencontre
- Peintres de l'Yzeron
- L'effet d'artistes
- C.L.L.E.F.
- L'Art est nié

Culture générale et patrimoine
- Le patrimoine de Francheville
- Amis de la bibliothèque
- Comité de jumelage

## Transports
Francheville est desservie par une gare SNCF, ainsi que par les bus TCL C19, C20, C20E, C24, C24E, 14, 73, et 73E.

## Jumelages
- Hanau (Allemagne) depuis 1972[45],[46]
- Loano (Italie) depuis 1998[46]
- Kouandé (Bénin) depuis 2006